# The Хостільня
The Хостільня — український синті-поп гурт із Києва.
В першому складі, який мав назву Хотільня і грав акустичний панк-рок, були Олег Твердохліб, Василь Ткач та Олександр Нетребчук. Їх перша поява на публіці відбулась у грудні 1990 року разом з кількома іншими молодими українськими гуртами, такими як Фома (пізніше широко відомий під назвою Мандри).
Але більш відомим гурт став, коли еволюціонував у дует однокласників: Василь Ткач (вокал, композиція, тексти, синтезатори) та Іван Шевчук (програмування, тексти). Вони виконували романтичні, але разом з тим інтелектуальні, пісні, і як на той час для України, просунуту електронну музику з синтезаторами і драм-машиною, часом також запрошували сесійних музикантів. Їх першим домашнім альбомом став «Джаз лихих людей». В грудні 1992 року створили кілька пісень спільно з БЗЗ.
Такі пісні як «Чиясь чудова весна», «Не зникай», «Хвора пісня» часто крутила у своєму ефірі радіостанція Промінь. Кілька разів гурт виступав наживо в ефірі національного телебачення. Востаннє гурт з'явився в радіоефірі навесні 1994 року в популярній програмі «Хот компот», присвяченій українській електронній музиці, з піснею Pomerancho Blue Horizons. Що цікаво, цю пісню приписали гурту The Хостільня, але насправді вона належить недовговічному соло-проекту Ткача CJ Wasiq.
1994 року колектив припинив існування.
Гурт ніколи не випускав офіційних альбомів, хоча були принаймні два напівофіційні видання. Альбом «Світ не виживе» в жанрі електронної неоромантики вони написали разом з московським клавішником Юрієм Денисовим. На випуск альбому «Непри-100-совані» був контракт з фірмою «Аудіо Україна», але його так і не реалізували. Віднедавна ці альбоми можна вільно завантажити в мережі інтернет.

## Подальша доля музикантів
Іван Шевчук став продюсером агенції «Новий простір» взяв під свою опіку колективи Новий світ, Da Sintezatoros!. Разом з Олексієм Гавриловим (колишній учасник гурту Свіфт) утворив новий проект Орендарі. Кілька років був виконавчий директором продюсерської агенції «З ранку до ночі» та персональним звукорежисером Олександра Пономарьова, а з 2001-го працює на студії «Столиця».
Василь Ткач разом з Андрієм Саліховим та Євгеном Тараном (обидва колишні музиканти Місто — супутник) був автором пісень для виконавців танцювальної музики на фестивалі «Червона рута-95». Саме вони створили такі відомі пісні, як «Люба» та «Сірко». Потім Ткач був аранжувальником у гурту Green Grey, писав пісні для Ірини Блохіної та створив кілька своїх недовговічних проектів — CJ Wasiq, Dr Ткач & Mr Фенн, Птаха, Взрыватели. На пісню гурту Взрыватели «Странные дни» режисер Андрій Максименко вперше в Україні зняв на відеоплівку кліп. На фестивалі «Червона рута — 97» Ткача визнали найкращим композитором і аранжувальником. Після цього він разом з кількома лауреатами того фестивалю влаштувався до творчої майстерні Тараса Петриненка, де зробив рімейки на деякі пісні Петриненка.
За свою кар'єру Ткач створив більш як 1000 композицій. Продовжує займатись продюсерською діяльністю, але більше працює з закордонними студіями, адже, за його словами, з ними українським музикантам набагато легше співпрацювати, ніж з вітчизняними. Так, наприклад, чисто українськомовний проект Lyra, продюсером якого він є, станом на 2014 рік перебував у ротації більш як 50 радіостанцій світу. Основними його слухачами були мешканці США, Канади та Великої Британії, тоді як у себе на батьківщині ніхто про нього не знав.

## Дискографія
- Джаз лихих людей[1]
- Непри100совані[7]
- Солодкий І Смішний (1992 EP)[8]
- Колективна збірка «Between Rains and Drought (Між Дощами та Посухою). Ukrainian Underground Sampler 1991–2001» CD-R, Quasi Pop, 2001[9]